# St Stephen's Green
St Stephen's Green (iriska Faiche Stiabhna) är en allmän park i 
Dublin, Irland. Parken är centralt belägen just söder om Grafton Street, en av Dublins främsta shoppinggator. I parken finns en sjö, träd, rabatter, gångvägar och öppna gräsytor, samt en större fontän. Många framstående invånare i Dublin är förärade minnesmärken i parken.
Parken är rektangulär till formen och på alla sidor omgiven av vägar, St Stephen's Green North, St Stephen's Green South, St Stephen's Green East och St Stephen's Green West. I Grafton Streets södra ände finns också ett shoppingcenter som är döpt efter parken.

## Historia
Fram till 1663 var området där parken ligger en allmänning i utkanten av Dublin som användes som betesmark. Detta år beslutade stadens myndigheter att de centrala delarna skulle inhägnas och den omgivande marken säljas för bebyggelse. 1664 byggdes kring området en mur. 1814 övergick områdets förvaltning till företrädare för de som ägde hus och mark omkring parken. Dessa inledde en omformning av parkens karaktär och begränsade tillgängligheten till parken för allmänheten. 1877 öppnades parken åter för allmänheten och 1880 fick parken mycket av sin nuvarande form. 